# Paul Okon
Paul Okon (* 5. April 1972 in Sydney) ist ein ehemaliger australischer Fußballspieler und jetziger Fußballtrainer.

## Laufbahn

### Verein
Okon begann seine Karriere in seiner australischen Heimat bei den Marconi Stallions. Als Neunzehnjähriger wurde er 1991 vom FC Brügge entdeckt und verpflichtet. Dort etablierte er sich schnell als Stammspieler und konnte 1992 seinen ersten Titelgewinn als belgischer Meister feiern. 1995 wurde er als erste Nichteuropäer Belgiens Fußballer des Jahres. Nach seinem zweiten Meistertitel 1996, der vom Gewinn des belgischen Pokals begleitet war, verließ er Belgien und ging zu Lazio Rom in die Serie A. Im selben Jahr wurde er zu Ozeaniens Fußballer des Jahres gekürt.
Wegen Knieproblemen kam Okon bei Lazio jedoch kaum zum Zug und kam in drei Spielzeiten nur auf 19 Einsätze. Daher war seine Beteiligung am Pokalsieg und dem anschließenden Erfolg im historisch letzten Europapokal der Pokalsieger nur gering. 1999 schloss er sich AC Florenz an, ehe er nach nur einem Jahr nach England zum FC Middlesbrough wechselte, wo er jedoch bereits Mitte der Saison 2001/02 unter Steve McClaren ausgemustert und an den FC Watford ausgeliehen wurde. 2003 schloss er sich Leeds United an, ehe er nach Italien zurückkehrte und bei Vicenza Calcio anheuerte.
2004 wechselte Okon nach Belgien zum KV Ostende, wo er Stammspieler war. Nach einer Spielzeit wechselte er zu APOEL Nikosia. Mit dem Verein scheiterte er in der ersten Runde des UEFA-Pokals an Hertha BSC.
2006 kehrte Okon nach Australien zurück und spielte dort für die Newcastle United Jets. 2007 beendete er verletzungsbedingt seine Laufbahn.

### Nationalmannschaft
1991 nahm Okon mit der australischen U20-Auswahl an der Juniorenweltmeisterschaft teil. Ein Jahr später gehörte er zu der Mannschaft, die an den Olympischen Spielen 1992 teilnahm.
1993 gab er sein Debüt in der A-Nationalmannschaft Australiens. Bis 2003 spielte er 29 Mal für sein Land, teilweise auch als Mannschaftskapitän.

## Erfolge
- Europapokal der Pokalsieger: 1999
- Belgischer Meister: 1992, 1996
- Belgischer Pokalsieger: 1995, 1996
- Italienischer Pokalsieger: 1998
- Ozeaniens Fußballer des Jahres: 1996
- Belgiens Fußballer des Jahres: 1995